# SKNザンクト・ペルテン
SKNザンクト・ペルテン（ドイツ語:  SKN St. Pölten）は、オーストリア・ニーダーエスターライヒ州の州都ザンクト・ペルテンをホームタウンとするサッカークラブ。オーストリア・ブンデスリーガに加盟。男子トップチームは長年に渡りブンデスリーガ1部に所属していたが、2021年夏以降はオーストリア・ブンデスリーガ2部に所属している。女子トップチームはオーストリア・女子ブンデスリーガ1部屈指の強豪で、UEFA女子チャンピオンズリーグの常連である。

## 歴史

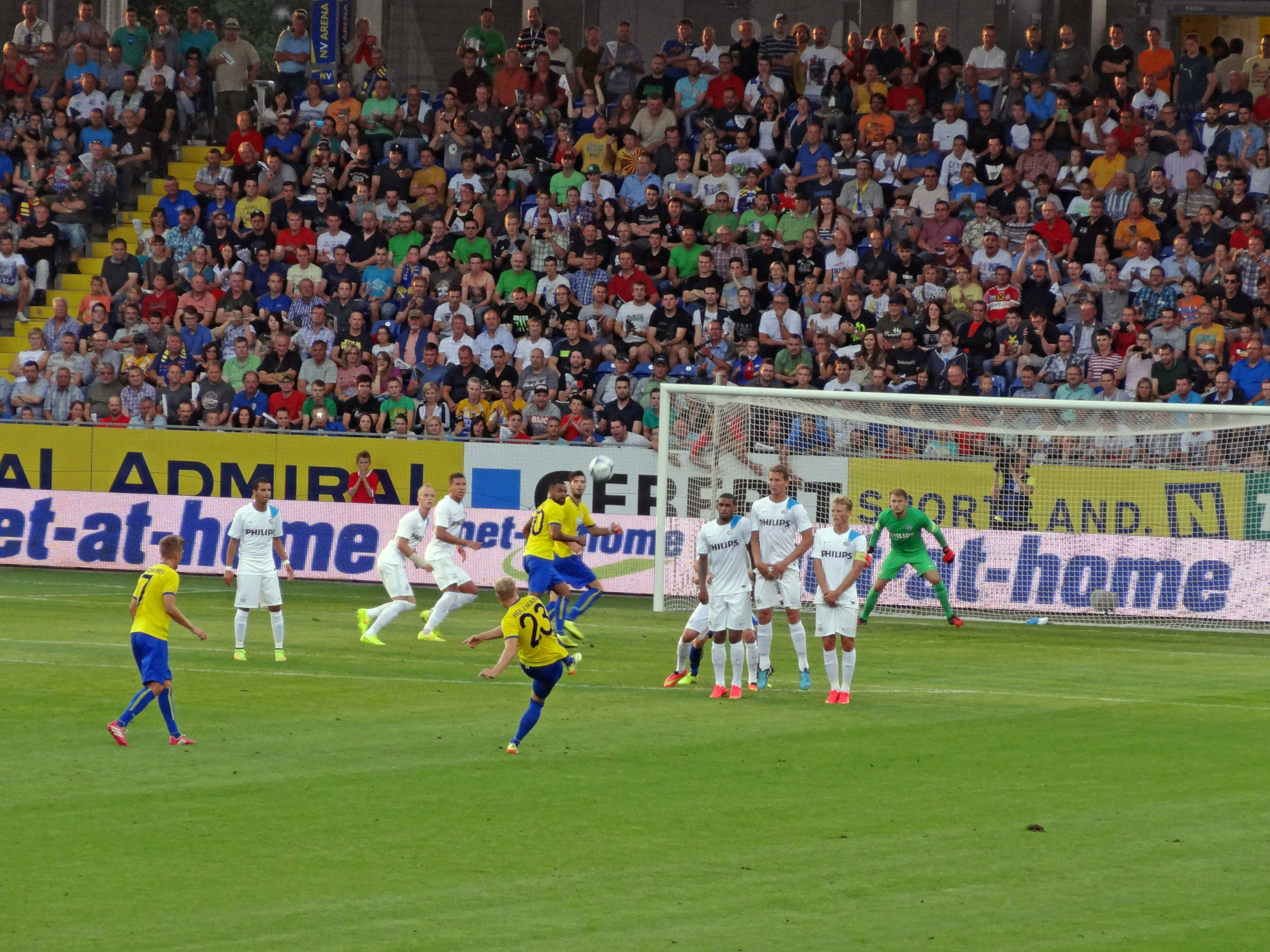
UEFAヨーロッパリーグでのホーム戦, 2014

前身のクラブFCNザンクト・ペルテン及びVSEザンクト・ペルテンの解散後、2000年6月に創設された新興クラブ。ザンクト・ペルテン市にあるニーダーエスターライヒ州のオーストリアサッカー協会育成アカデミーの運営を引き継ぎいだことにより、特例として5部からリーグに参戦した（本来の規定上は9部から）。2年連続でリーグ優勝及び昇格を果たし、2002-03シーズンからレギオナルリーガ（3部）に属した。2007-08シーズンにはオーストリア・ブンデスリーガ2部に昇格。2008-09シーズン以降は5位、4位、5位、5位、4位、4位、5位と中位をキープ。
2013-14シーズンにはオーストリア・カップで準々決勝でSVリート、準決勝でSKシュトゥルム・グラーツに勝利し、オーストリア・ブンデスリーガ2部所属ながら決勝戦進出を果たした。決勝ではFCレッドブル・ザルツブルクに2-4で敗れたが、レッドブル・ザルツブルクがオーストリア・ブンデスリーガ1部優勝によりUEFAチャンピオンズリーグ出場権を獲得したため、繰り上げでクラブ史上初となるUEFAヨーロッパリーグ出場権を獲得した。
UEFAヨーロッパリーグでは予選2回戦から出場。Aグループ（ブルガリア1部）のPFCボテフ・プロヴディフを合計スコア3-2で破り3回戦に進出した。3回戦ではオランダのPSVアイントホーフェンと対戦。ルーク・デ・ヨング、メンフィス・デパイ、ジョルジニオ・ワイナルドゥムらを擁するPSVにホームで2-3、アウェーで0-1のスコアで敗退した。
2015-16年シーズンにクラブ史上初となる2部優勝とオーストリア・ブンデスリーガ1部昇格を決めた。
2011年3月、新サッカー専用スタジアムNV・アレーナが完成。こけら落としにはSKラピード・ウィーンとスパルタ・プラハが参加した特別親善トーナメントが開催された。最初の国内リーグ戦は2012年7月20日に開催され、ファースト・ヴィエナFC相手に5-2で勝利した。 

## VfLヴォルフスブルクとの提携関係
2021年5月、ドイツ・ブンデスリーガ1部に所属するVfLヴォルフスブルクと2025年までの業務提携を締結した。両クラブの男子・女子部門におけるチーム強化の情報共有、国際市場におけるスカウティング、人材交流、国際マーケティングなど競技面に限定されない様々な取り組みを共同で進めていくと公表した。

## タイトル

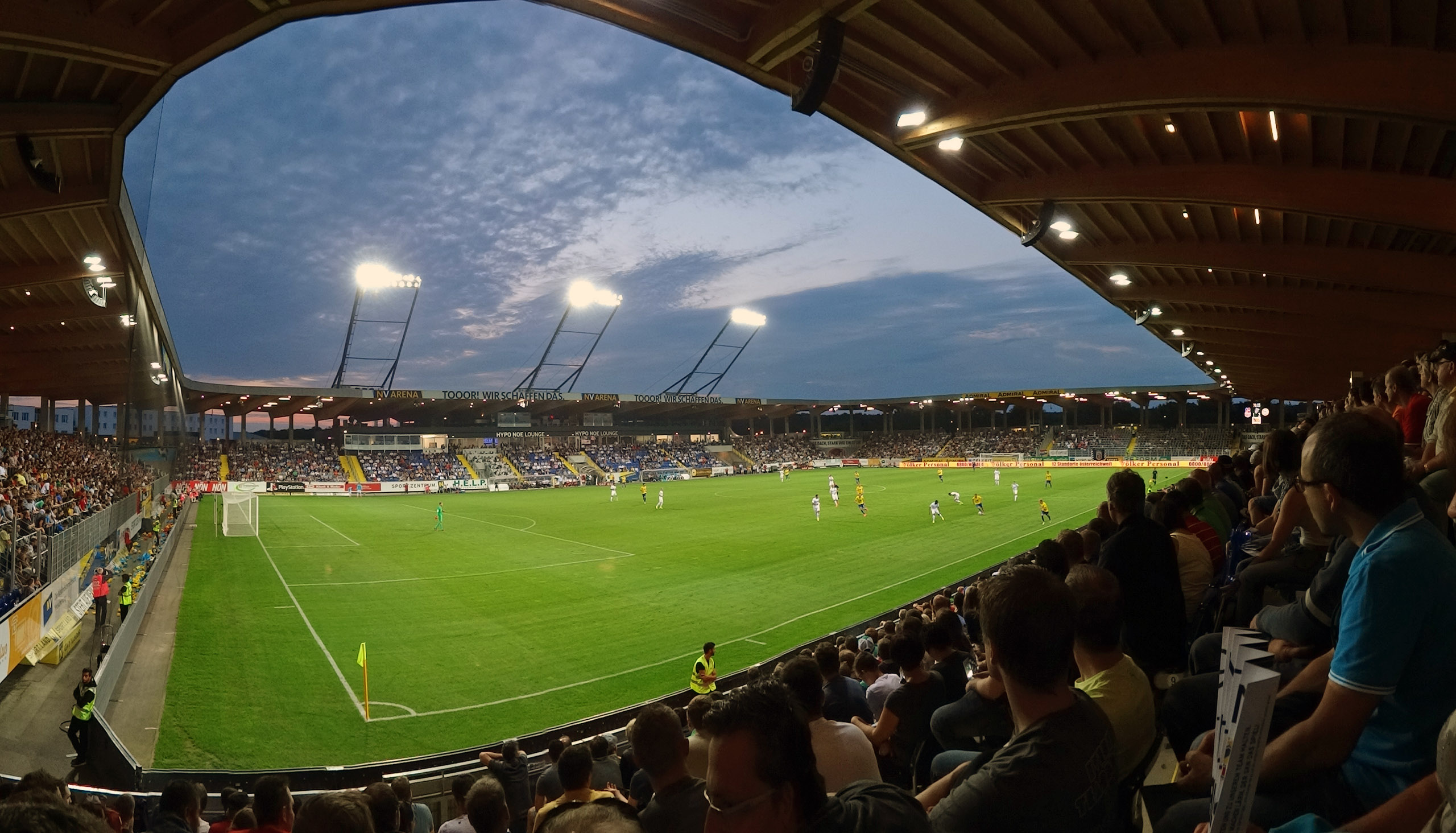
SKNザンクト・ペルテンのホーム試合, 2014

### 国内タイトル
- オーストリア・ブンデスリーガ2部: 1回
  - 2015-16
- レギオナルリーガ（3部）: 1回
  - 2007-08
- ランデスリーガ ニーダーエスターライヒ州（4部）: 1回
  - 2001-02
- 2. ランデスリーガ 西部（5部）: 1回
  - 2000-01
- オーストリア・カップ準優勝: 1回
  - 2013-14

### 国際タイトル
なし

## 過去の成績

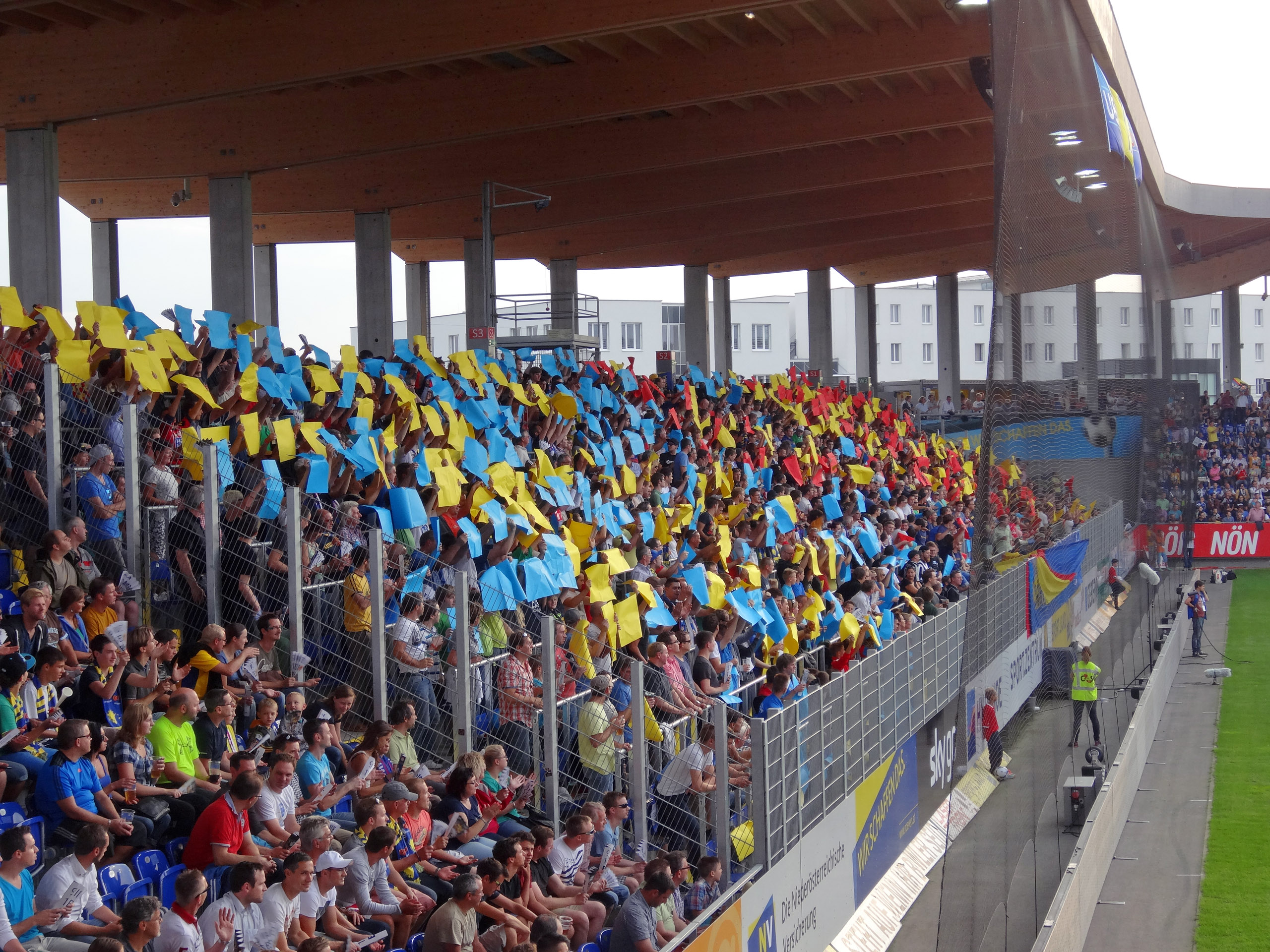
SKNザンクト・ペルテンのサポーター, 2014

| 年度    | 所属              | 順位 | 試 | 勝 | 分 | 敗 | 得 | 失 | 差  | 点 | カップ戦  |
| ------- | ----------------- | ---- | -- | -- | -- | -- | -- | -- | --- | -- | --------- |
| 2013-14 | ブンデスリーガ2部 | 4位  | 36 | 15 | 8  | 13 | 52 | 48 | +4  | 53 | 準優勝    |
| 2014-15 | ブンデスリーガ2部 | 5位  | 36 | 13 | 10 | 13 | 39 | 41 | -2  | 49 | 3回戦敗退 |
| 2015-16 | ブンデスリーガ2部 | 1位  | 36 | 26 | 2  | 8  | 68 | 34 | +34 | 80 | ベスト4   |
| 2016-17 | ブンデスリーガ1部 | 9位  | 36 | 9  | 10 | 17 | 41 | 60 | -19 | 37 | ベスト8   |
| 2017-18 | ブンデスリーガ1部 | 10位 | 36 | 5  | 5  | 26 | 28 | 77 | −49 | 20 | 1回戦敗退 |
| 2018-19 | ブンデスリーガ1部 | 6位  | 32 | 9  | 9  | 14 | 32 | 50 | −18 | 21 | ベスト8   |
| 2019-20 | ブンデスリーガ1部 | 9位  | 32 | 8  | 10 | 14 | 39 | 65 | -26 | 25 | ベスト16  |
| 2020-21 | ブンデスリーガ1部 | 12位 | 32 | 5  | 9  | 18 | 39 | 57 | -18 | 13 | 2回戦敗退 |
| 2021-22 | ブンデスリーガ2部 | 8位  | 30 | 12 | 6  | 12 | 43 | 38 | +5  | 42 | ベスト16  |
| 2022-23 | ブンデスリーガ2部 | 3位  | 30 | 17 | 5  | 8  | 51 | 27 | +24 | 56 | 2回戦敗退 |

## 欧州での成績
| シーズン | 大会                 | ラウンド  | 対戦相手                | ホーム | アウェー | 合計 |  |
| -------- | -------------------- | --------- | ----------------------- | ------ | -------- | ---- |  |
| 2014-15  | UEFAヨーロッパリーグ | 予選2回戦 | PFCボテフ・プロヴディフ | 2-0    | 1-2      | 3-2  |  |
| 2014-15  | UEFAヨーロッパリーグ | 予選3回戦 | PSVアイントホーフェン   | 2-3    | 0-1      | 2-4  |  |

## 現所属メンバー

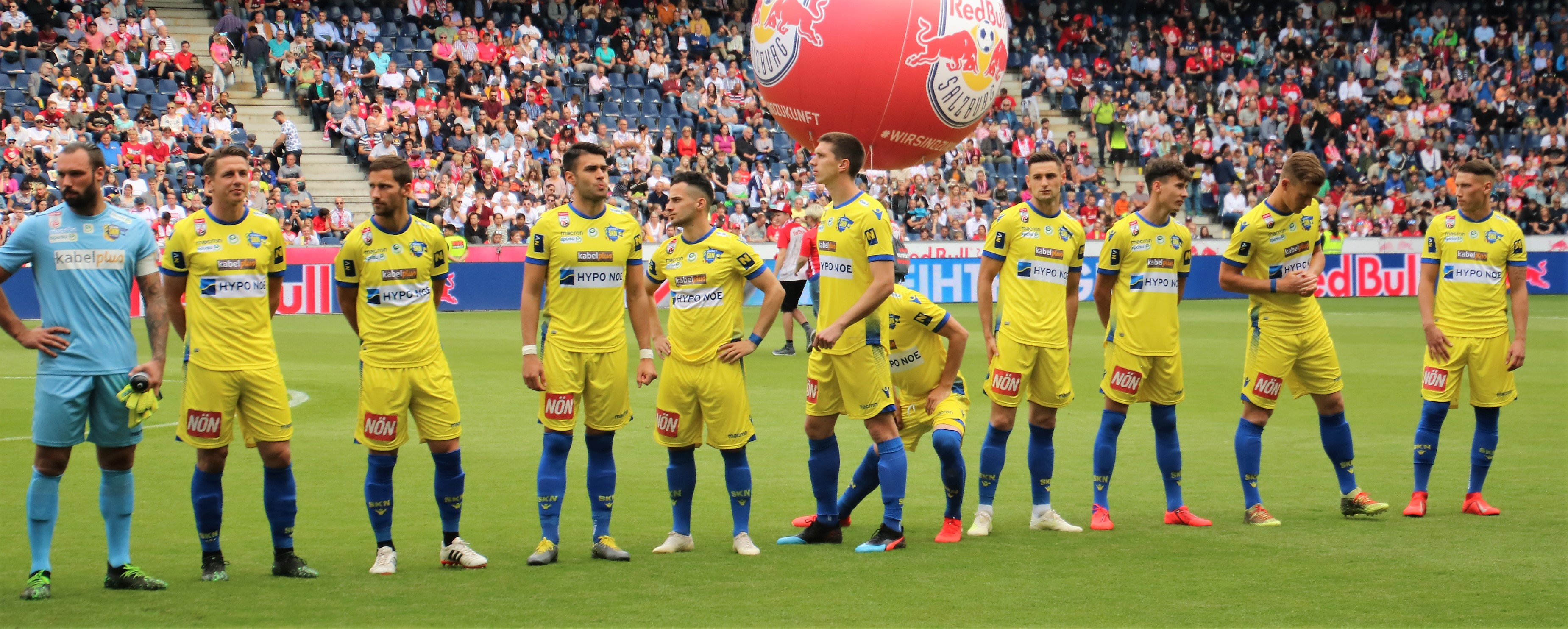
SKNザンクト・ペルテンのチーム, 2019

2023年6月14日現在
注：選手の国籍表記はFIFAの定めた代表資格ルールに基づく。
| No. | Pos. |                  | 選手名                           |
| --- | ---- | ---------------- | -------------------------------- |
| 2   | DF   | オーストリア     | フィリップ・ドゥリエパン         |
| 3   | DF   | オーストリア     | トーマス・アレクシエフ           |
| 5   | DF   | コートジボワール | スレイマン・コネー               |
| 6   | MF   | ギニア           | カリム・コンテ                   |
| 7   | FW   | フランス         | ケヴィン・モンシアロ             |
| 8   | MF   | オーストリア     | クリストフ・メッセラー           |
| 9   | FW   | オーストリア     | ベルント・グシュヴァイドゥル     |
| 10  | FW   | アメリカ合衆国   | ウリセス・ジャネス               |
| 11  | FW   | シエラレオネ     | ジョージ・デイヴィス             |
| 12  | GK   | オーストリア     | フランツ・シュトルツ             |
| 14  | FW   | 日本             | 二田理央                         |
| 15  | DF   | オーストリア     | クリスティアン・ラムスエーブナー |
| 16  | MF   | オーストリア     | ニコラス・ヴィサク               |
| 17  | FW   | コートジボワール | ヤクバ・シルエ                   |

| No. | Pos. |              | 選手名                   |
| --- | ---- | ------------ | ------------------------ |
| 18  | MF   | オーストリア | ベネディクト・シャルナー |
| 19  | DF   | オーストリア | ダヴィド・リーグラー     |
| 20  | MF   | オーストリア | ダニエル・シュッツ       |
| 22  | FW   | オランダ     | ジェーデン・モントノア   |
| 24  | DF   | ドイツ       | ファデル・モロウ         |
| 25  | MF   | オーストリア | トーマス・サラモン       |
| 26  | GK   | オーストリア | トーマス・トゥルナー     |
| 27  | GK   | オーストリア | ピルミン・シュトラッサー |
| 28  | FW   | ドイツ       | ルイス・ハルトヴィク     |
| 37  | DF   | オーストリア | ユリアン・カイブリンガー |
| 47  | FW   | オーストリア | マルセル・ペンマー       |
| 66  | MF   | スイス       | ヤンニク・シャイデッガー |
|     | MF   | ドイツ       | マルク・シュテンデラ     |

## 歴代監督
- カール・ダクスバッハー 2015-2016
- ヨッヘン・ファルマン 2016-2017
- オリヴァー・レーデラー 2017-2019
- ディートマー・キューバウアー 2018
- ランコ・ポポヴィッチ 2018-2019
- アレクサンダー・シュミット 2019-2020
- ロベルト・イベルツベルガー 2020-2021
- ゲラルド・バウムガルトナー 2021
- シュテファン・ヘルム 2021-

## 歴代所属選手

### GK
|  |  |  |

### DF
| - ペーター・アルトナー 1998-2001 - アンドレアス・ドーバー 2013-2014, 2015-2017 | - サンドロ・インゴリッチュ 2017-2020 - シュテファン・パッラ 2018 | - ミヒャエル・ラング 2021-2022 |

### MF
| - アントニーン・パネンカ 1985-1987 - データーリ・ラヨシュ 1996-1998 - ユミット・コルクマツ 2017 | - ロベルト・リュビチッチ 2018-21 - アラン・リマ・カリウス 2020 - ペテル・ポコルニー 2020-2021 |  |

### FW
| - マリオ・ケンペス 1987-1990 - ズラトコ・クラニチャール 1990-1991 - イヴィツァ・ヴァスティッチ 1992-1993 - ヴラディッツァ・グルイッチ 1993 - エルダル・トピッチ 2005-2008 | - ベルント・グシュヴァイドゥル 2016, 2021- - マクシミリアン・エントルップ 2017-2018 - ロンサナ・ドゥンブヤ 2017-2018 - ローペ・リスキ 2017-2018 - 朴光龍 2017-2020 | - タクシアルヒス・ファウンタス 2018-2019 - コリー・バーク 2020 - デニ・アラー 2021-2022 - ウリセス・ジャネス 2021- |

## 女子サッカー部門

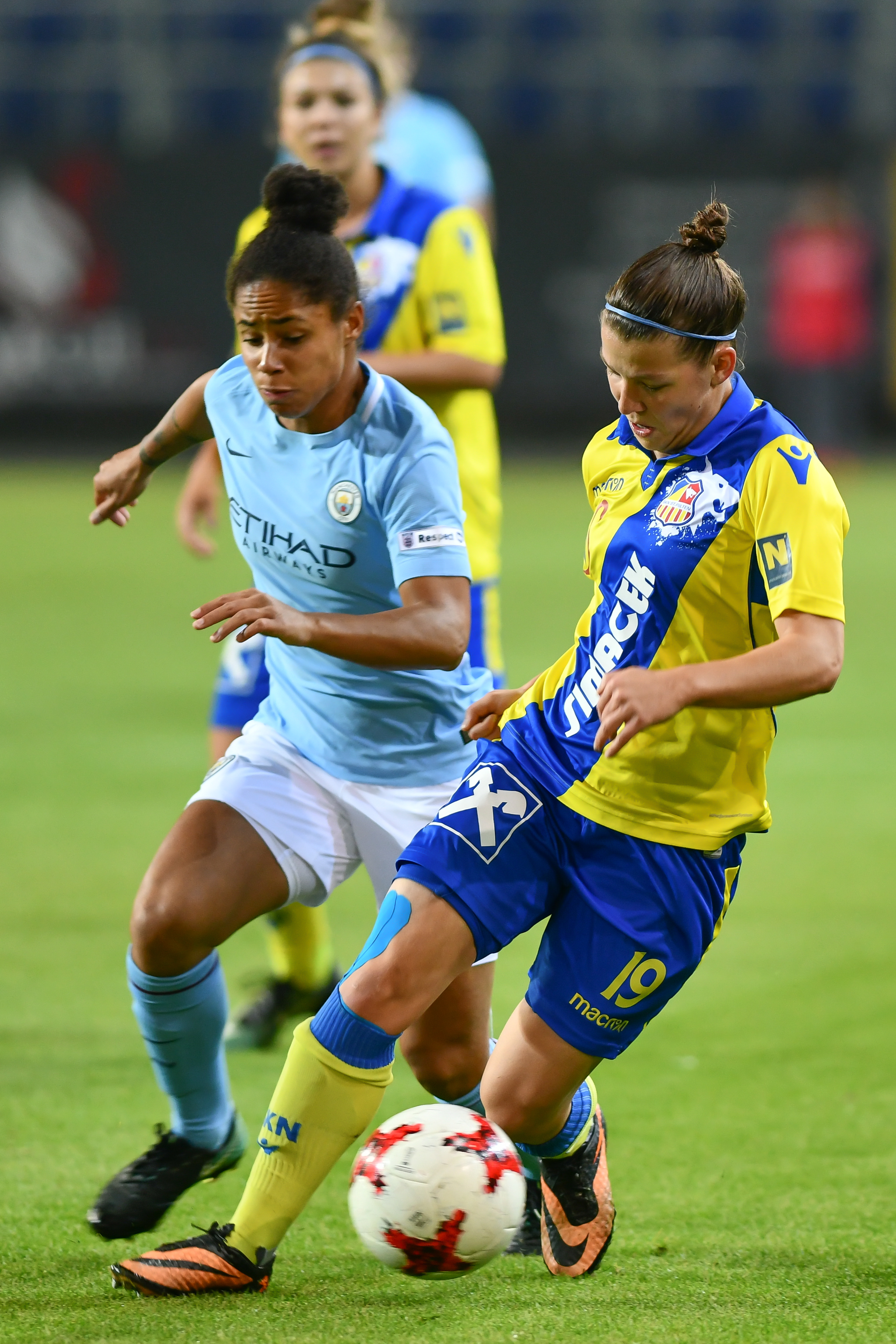
UEFA女子チャンピオンズリーグでのマンチェスター・シティFC戦

オーストリア・女子ブンデスリーガ1部屈指の強豪で、UEFA女子チャンピオンズリーグの常連である。主にオーストリア女子代表選手や東欧各国の代表選手をターゲットに絞った積極的な補強が大々的に行われており、UEFA女子チャンピオンズリーグにも2015-16シーズン以降毎年出場している。
- オーストリア・女子ブンデスリーガ1部：7回
  - 2015, 2016, 2017, 2018, 2019, 2021, 2022
- オーストリア・レディースカップ：8回
  - 2013, 2014, 2015, 2016, 2017, 2018, 2019, 2022
- オーストリア女子2部リーグ：2回
  - 2010, 2011